# Гаврилов, Феофан Григорьевич
Феофан Григорьевич Гаврилов (1870 — не ранее 1926) — российский педагог, редактор журнала «Учительский вестник» (1907–1917), статский советник.

## Биография
Родился в семье священника. Окончил Симферопольское духовное училище, Таврическую духовную семинарию и Санкт-Петербургскую духовную академию со степенью кандидата богословия (1895).
Обвенчан с дочерью священника Антониной Ивановной Розановой.
Коллежский асессор, преподаватель логики, начальных основ философии и дидактики (1896), помощник инспектора (1898) и член распорядительного собрания правления (1899) в Оренбургской духовной семинарии, член епархиального училищного совета (1897).
Надворный советник (1901), коллежский советник (1905), председатель Оренбургского отделения Русского общества нормальной и патологической психологии при Военно-медицинской академии и Учительского общества взаимопомощи (1906–1915), преподаватель логики, психологии и педагогики в оренбургских гимназиях и епархиальном женском училище (1906).
Редактор журнала «Учительский вестник» (1907–1917).
Статский советник (1909), секретарь правления и инспектор Оренбургской ДС (1910), почётный член Оренбургского Михаило-Архангельского братства (1911).
Преподаватель логики, психологии, начальных оснований истории философии и дидактики в Воронежской ДС (1915), делегат двух съездов по педагогической психологии, I съезда по экспериментальной педагогике, Всероссийского съезда педагогов духовной школы и Всероссийского съезда духовенства и мирян (1917).
Награждён орденами Святой Анны 3-й (1906) и 2-й степени, Святого Станислава 2-й степени (1910). 
В 1917—1918 годах член Поместного собора Православной российской церкви по избранию как мирянин от Воронежской епархии, участвовал в 1–2-й сессиях, член IV, VI, XIII, XX отделов.
Весной 1918 года посещал инструкторские курсы в Москве, в сентябре заявил, что вполне разделяет «воззрения коммунизма как идеала социальной жизни», и был принят секретарем в Управление делами Народного комиссариата по просвещению. В 1920 году переведён в Финансовый отдел.
С 1921 года сотрудник Центрального управления сланцевой промышленности, с 1923 года — Государственного треста сланцевой, сапропелевой и озокеритной промышленности, с 1925 года — треста «Туркменцероз». Жил в Москве (Молочный переулок, дом 9, квартира 13).

## Сочинения
- Письмо к В. Н. Самуилову // РГИА. Ф. 802. Оп. 10. 1910. Д. 813. Л. 21–22.
- Церковные школы заводского района Верхнеуральского уезда // Оренбургские епархиальные ведомости. 1898. № 33, 34.
- Поучение на день св. мучениц Веры, Надежды, Любви и матери их Софии // Оренбургские епархиальные ведомости. 1909. № 40/41.
- Учительская экскурсия — бывшая и предстоящая // Учительский вестник. 1910. № 4.
- Поучение // Оренбургские епархиальные ведомости. 1913. № 5.
- Вторая экскурсия воспитанников Оренбургской духовной семинарии // Оренбургские епархиальные ведомости. 1914. № 10.
- Православное духовенство и крестьянство // Воронежские епархиальные ведомости. 1917. № 15.
- К вопросу о преподавании Закона Божия; Соборность Церкви; Вопрос о крестьянской курии на Поместном Соборе; Церковный Собор; К вопросу о преобразовании духовно-учебных заведений // Воронежский вестник церковного единения. 1917. 23 июля, № 20, 22–25, 27, 37–41.
- К вопросу о судьбе женских епархиальных училищ; По поводу декрета о расторжении брака // Воронежский вестник церковного единения. 1918. № 4, 18.